# سوبولی (سرزمین آلتای)
سوبولی (به لاتین: Soboli) یک منطقهٔ مسکونی در روسیه است که در سرزمین آلتای واقع شده‌است.